# Эвкалипт кровяно-дисковый
Эвкалипт кровяно-дисковый (лат. Eucalyptus haemastoma) — вечнозелёное дерево, вид рода Эвкалипт (Eucalyptus) семейства Миртовые (Myrtaceae).

## Распространение и экология
В природе ареал охватывает юго-восток Австралии — Голубые горы, штат Виктория (район Бичворта) и побережье Нового Южного Уэльса от залива Джервис на юге до Кемпси на севере.
Отличается средней морозостойкостью. Во взрослом состоянии выдерживает без повреждений кратковременное понижение температуры до -8… -7 °C, при -9 °C повреждаются листья. Молодые растения при понижении температуры до —9 °C отмерзают до корня. Продолжительные морозы в 9—10 °C убивают надземную часть дерева.
Растёт на довольно бедных песчаных почвах. Засухоустойчив. Отличается относительно быстрым ростом на глубоких наносных почвах. На глинистых склонах и каменистых почвах растёт медленно; за 10 лет деревья здесь достигают высоты лишь в 10 м, при диаметре ствола 14 см. 

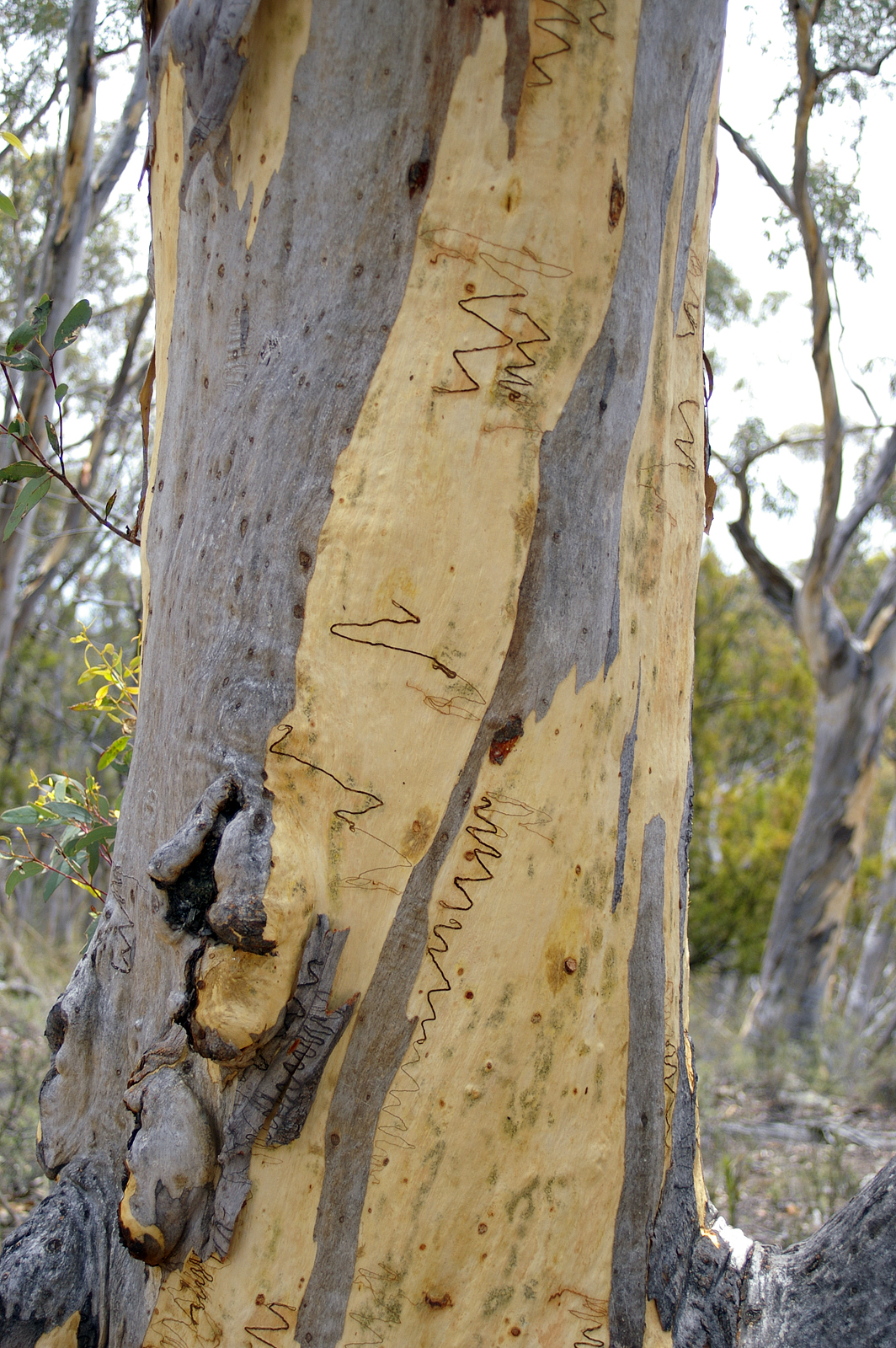
Нижняя часть ствола.

## Ботаническое описание
Дерево высотой до 15 м, иногда растущее кустообразно.
Кора гладкая, с зелёными и голубыми пятнами.
Молодые листья супротивные, в числе 3—4 пар, на укороченных черешках, продолговатые или почти округлые, длиной 4—5 см, шириной 2—3 см, толстые, кожистые, почти сизые. Промежуточные листья очерёдные, короткочерешковые, широко ланцетные, длиной 7—14 см, шириной 3—6 см, толстые, кожистые. Взрослые — очерёдные, черешковые, ланцетные, большей частью серповидно изогнутые, длиной 8—18 см, шириной 2—3 см, толстые, кожистые.
Зонтики пазушные, 5—12-цветковые, редко в коротеньких верхушечных метёлках; ножка зонтика плоская, длиной 10—15 мм; бутоны на цветоножках, булавовидные, длиной 6 мм, диаметром 5 мм, слегка угловатые, с полушаровидной крышечкой, которая короче вытянутой трубки цветоложа; пыльники почковидные, слегка качающиеся, с гнёздами, открывающимися сливающимися продольными щелями.
Плоды на ножках, грушевидные, длиной 7—9 мм, диаметром 9—10 мм, с широким, плоским или выпуклым, красноватым диском и короткими, вдавленными створками.
На родине цветёт в марте — июне и сентябре — декабре; на Черноморском побережье Кавказа — в августе.

## Значение и применение
Древесина красная, очень ломкая, в земле умеренно прочная; используется на столбы и на топливо.
В листьях содержится эфирное эвкалиптовое масло (0,44 %), состоящее из фелландрена, цинеола и сесквитерпенов.

## Классификация

### Представители
В рамках виды выделяют несколько разновидностей:
- Eucalyptus haemastoma var. capitata Maiden
- Eucalyptus haemastoma var. haemastoma
- Eucalyptus haemastoma var. inophloia C.T.White
- Eucalyptus haemastoma var. micrantha (DC.) Benth.
- Eucalyptus haemastoma var. x montana H.Deane & Maiden
- Eucalyptus haemastoma var. sclerophylla Blakely

### Таксономия
Вид Эвкалипт кровяно-дисковый входит в род Эвкалипт (Eucalyptus) подсемейства Миртовые (Myrtoideae) семейства Миртовые (Myrtaceae) порядка Миртоцветные (Myrtales).
|  |                                      |  |                                                             |                                                             |                    |  | ещё 13 семейств (согласно Системе APG II) | ещё 13 семейств (согласно Системе APG II)    |                                              |  |  |  | ещё 130 родов       | ещё 130 родов                 |  |  |
|  |                                      |  |                                                             |                                                             |                    |  | ещё 13 семейств (согласно Системе APG II) | ещё 13 семейств (согласно Системе APG II)    |                                              |  |  |  | ещё 130 родов       | ещё 130 родов                 |  |  |
|  |                                      |  |                                                             | порядок Миртоцветные                                        |                    |  |                                           |                                              | подсемейство Миртовые                        |  |  |  |                     | вид Эвкалипт кровяно-дисковый |  |  |
|  |                                      |  |                                                             | порядок Миртоцветные                                        |                    |  |                                           |                                              | подсемейство Миртовые                        |  |  |  |                     | вид Эвкалипт кровяно-дисковый |  |  |
|  | отдел Цветковые, или Покрытосеменные |  |                                                             |                                                             | семейство Миртовые |  |                                           |                                              | род Эвкалипт                                 |  |  |  |                     |                               |  |  |
|  | отдел Цветковые, или Покрытосеменные |  |                                                             |                                                             |                    |  |                                           |                                              |                                              |  |  |  |                     |                               |  |  |
|  |                                      |  | ещё 44 порядка цветковых растений (согласно Системе APG II) | ещё 44 порядка цветковых растений (согласно Системе APG II) |                    |  |                                           | ещё 1 подсемейство (согласно Системе APG II) | ещё 1 подсемейство (согласно Системе APG II) |  |  |  | ещё более 700 видов |                               |  |  |
|  |                                      |  |                                                             | ещё 44 порядка цветковых растений (согласно Системе APG II) |                    |  |                                           |                                              | ещё 1 подсемейство (согласно Системе APG II) |  |  |  |                     |                               |  |  |